# プログレスM-18M
プログレスM-18M (ロシア語: Прогресс М-18М)はロシア連邦宇宙局が2013年に国際宇宙ステーション(ISS)の補給のために打ち上げたプログレス補給船。NASAやJAXAではプログレス50や50Pとも称される。プログレスM-18Mの運用ではM-16MやM-17Mでも採用された4周回目でランデブーを行う急速会合方式がとられた。

## 運用

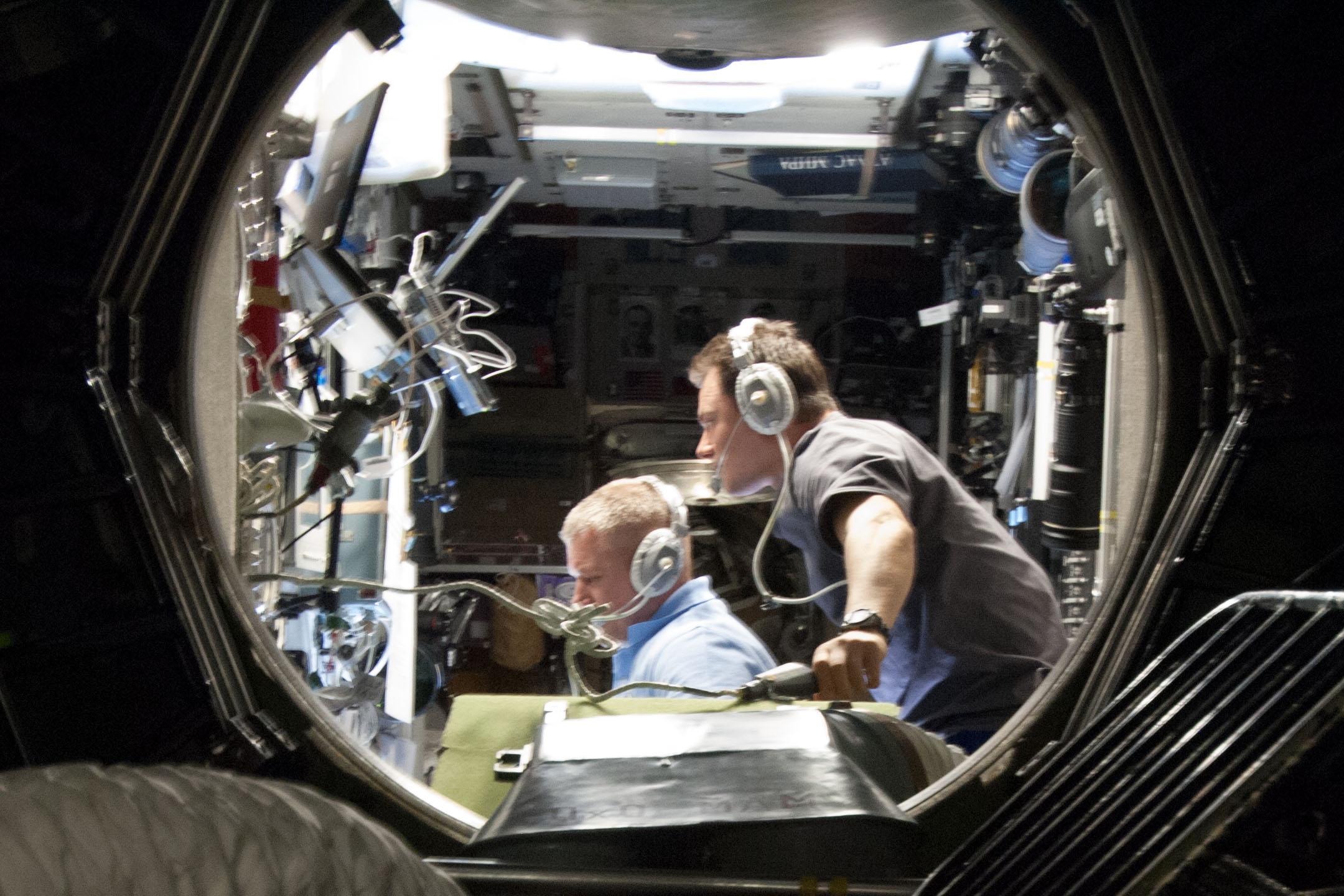
M-18Mの近接中、TORU制御系の情報を注視するノヴィツキーとロマネンコ

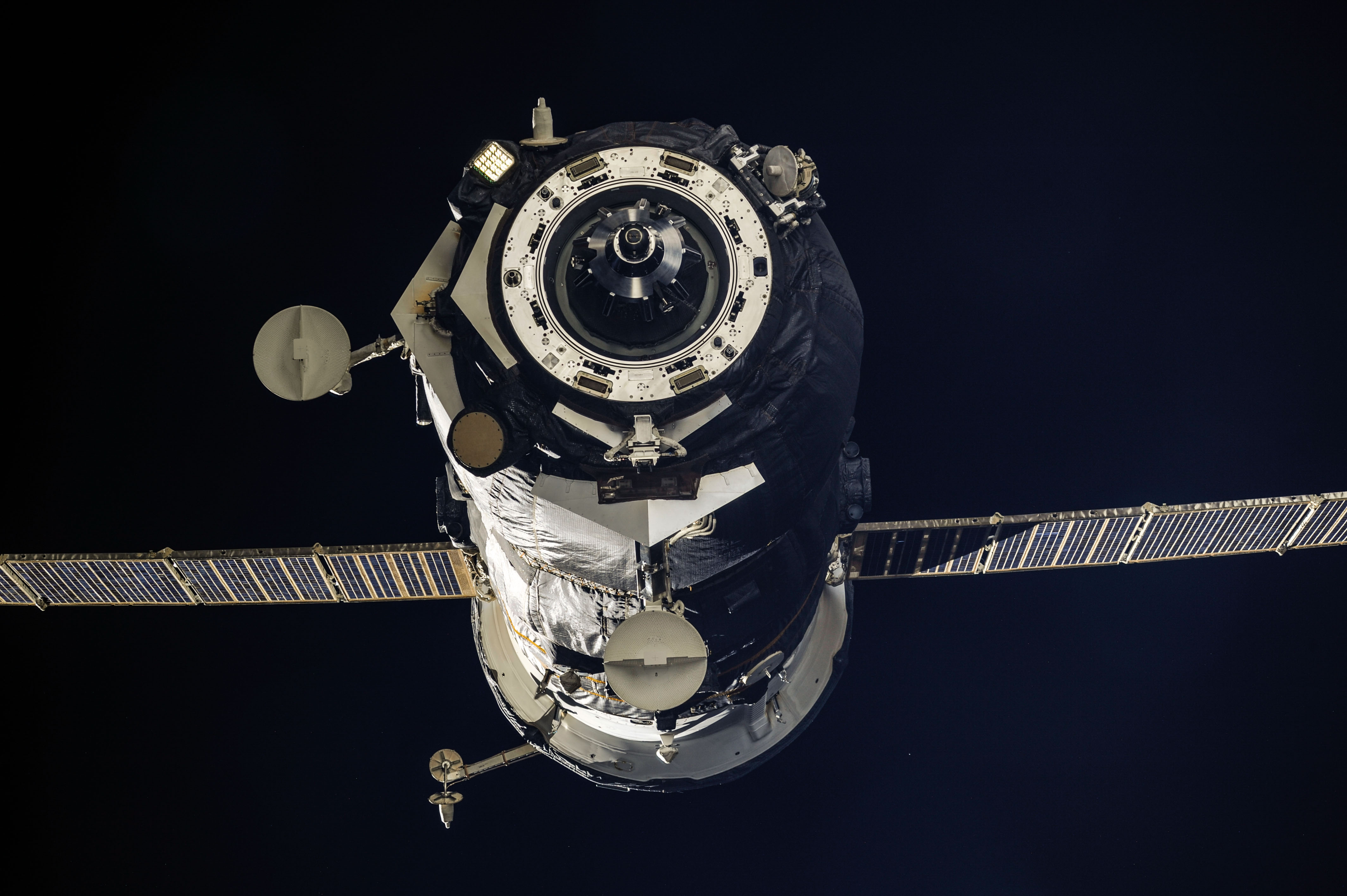
ISSを離脱するM-18M、2013年7月25日

プログレスM-18Mは2013年2月11日の14時41分(GMT)にカザフスタンのバイコヌール宇宙基地からソユーズ-Uで打ち上げられた
その後、打ち上げから6時間足らずの20時35分(GMT)にプログレスM-18MはISSのピアースのドッキング部に接合した。これはISSで行われた「同日ランデブー」の3回目の成功となった。
プログレスM-18Mは2013年7月25日にISSからドッキングを解除し、23時53分ごろに大気圏への再突入が予定され、26日までに地表に落下した。

## 搭載貨物
プログレスM-18Mは346kgの推進剤、50kgの酸素など空気、420kgの水、また、ドライカーゴとして1360kgの予備資材、科学用品、その他の補給品を輸送した。

## 註
1. ↑  McDowell, Jonathan. “Satellite Catalog”. Jonathan's Space Page. 2013年10月31日閲覧。
2. ↑  Pete Harding and William Graham (2013年2月11日). “Progress M-18M docks with ISS following same day launch”.   NASAspaceflight.com. 2013年2月12日閲覧。
3. ↑  “Progress M-18M Mission Updates”.   SPACEFLIGHT101 (11-02-2013). 2013年2月13日閲覧。
4. ↑  “Russia’s Progress Spacecraft Undocks From Space Station”.   RIA Novosti (2013年7月26日). 2013年7月28日閲覧。
5. ↑  Tariq Malik (2013年2月11日). “Robotic Russian Supply Ship Docks With Space Station”.   SPACE.com. 2013年2月13日閲覧。